# Дион Сиракузский
Дион (др.-греч. Δίων; примерно 410/408—354 годы до н. э.) — древнегреческий политический деятель и военачальник, правитель Сиракуз в 357—354 годах до н. э.
Дион принадлежал к сиракузской аристократии и к ближайшему окружению тиранов Дионисия Старшего и Дионисия Младшего: он находился в свойстве с обоими. В молодости Дион стал учеником философа Платона и решил воплотить на практике его политическое учение об «идеальном полисе» — аристократической республике, основанной на моральных ценностях. Из-за конфликта с Дионисием Младшим он был изгнан или был вынужден бежать из Сиракуз. В континентальной Элладе Дион собрал отряд наёмников, с которым высадился на Сицилии и легко сверг власть тирана (357 год до н. э.), после чего стал фактическим правителем Сиракуз в качестве стратега-автократора. Трёхлетнее правление Диона было наполнено борьбой со сторонниками Дионисия (островная крепость Ортигия сдалась только в 355 году до н. э.) и с демократическим движением. Дион попытался установить в городе олигархию, взяв за образец политический строй Спарты, критских полисов и Коринфа; основные вопросы должны были решать «лучшие граждане», а полномочия народного собрания должны были сузиться. Эти планы, оторванные от реальности, не нашли понимания ни у демоса, ни у аристократов. Диона стали подозревать в том, что он хочет стать новым тираном, он начал терять поддержку наёмников из-за дефицита средств. Вождь демократического движения Гераклид был убит с одобрения Диона, однако и последний вскоре погиб от рук заговорщиков, которыми руководил его бывший друг Каллипп.
Античные писатели интересовались Дионом как последователем Платона, а потому его биография известна достаточно хорошо. Дион стал героем одного из «Сравнительных жизнеописаний» Плутарха, где его сравнивают с римлянином Марком Юнием Брутом — ещё одним философом и врагом тирании. Исследователи констатируют, что изложение у Плутарха очень тенденциозно и что образ Диона получился идеализированным.

## Биография

### Происхождение и ранние годы
Дион был одним из шести детей богатого сиракузского аристократа Гиппарина — стратега в 406 году до н. э., который помог Дионисию Старшему захватить тираническую власть. Рождение Диона в историографии датируют примерно 410, 409 или 408 годом до н. э., но есть и альтернативная версия, в которой фигурирует приблизительно 405 год. После смерти отца Дионисий стал опекуном Диона, а потом (около 398 года до н. э.) и зятем, женившись на его сестре Аристомахе. Последняя родила тирану сыновей Гиппарина и Нисея, дочерей Арету и Софросину. Арету Дионисий выдал за своего брата Феарида, а после его смерти около 370 года до н. э. — за Диона; Софросина же стала женой своего единокровного брата Дионисия Младшего. Таким образом, Дион стал членом династии, правившей большей частью Сицилии и частью Италии, и оказался связан с двумя Дионисиями тесными семейными узами.
С молодых лет Дион обладал, согласно Корнелию Непоту и Плутарху, «внушительной внешностью», любознательностью и умом, а также серьёзным характером, отличавшим его от большинства приближённых Дионисия. Поэтому тиран высоко ценил его, любил, как собственного сына, и привлекал к участию в государственных делах. Дион возглавлял многие посольства (в частности, в Карфаген); благодаря этому он получил обширный политический опыт и обзавёлся друзьями за пределами Сицилии. Дионисий разрешил ему брать из казны любые суммы (правда, казначеи должны были каждый день докладывать тирану о таких выдачах). Существует предположение, что после смерти Феарида Дион получил не только жену покойного, но и его должность командующего флотом.
Ещё одной отличительной чертой Диона был необычайно сильный для сиракузского аристократа интерес к философии. В юности Дион был близок к пифагорейцам, а позже попал под влияние Платона и его учения. Он познакомился с философом примерно в 389 или 388 году до н. э., когда тот впервые приехал в Сиракузы (Корнелий Непот пишет, что Дионисий пригласил Платона к себе по просьбе Диона, но исследователь Гельмут Берве считает это легендой). Сам Платон пишет, что Дион был на момент знакомства «совсем юным» и добавляет: «он был очень восприимчив ко всему, а особенно к тому, что я тогда говорил; он так быстро и глубоко воспринял это, как никто из юношей, с которыми я когда-нибудь встречался; возлюбив добродетель больше удовольствий и прочей роскоши, он всю остальную жизнь пожелал прожить не так, как большинство италиков и сицилийцев». Дион очень серьёзно воспринял мечты Платона о создании идеального полиса — аристократической республики, основанной на моральных ценностях. В дальнейшем эти мечты стали для него руководством к действию.

### Начало правления Дионисия Младшего

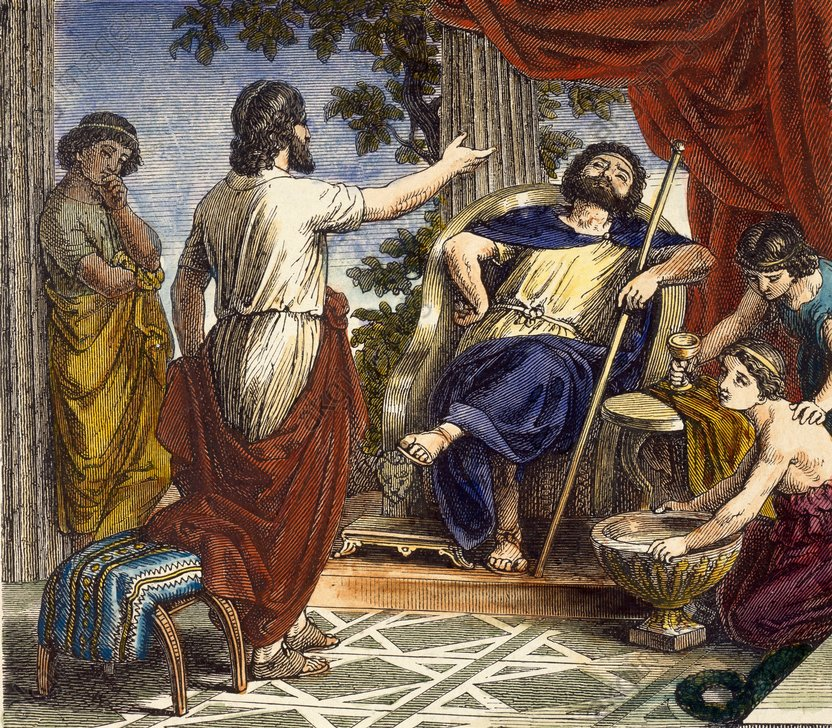
«Дион представляет Дионисию Платона». Гравюра 1876 года

Положение Диона начало меняться в 367 году до н. э., когда умер Дионисий Старший. У тирана была большая семья, делившаяся на две ветви. Старшим из его сыновей и соответственно наследником власти являлся ещё один Дионисий, которого родила локрийка Дорида; сестра Диона Аристомаха родила ещё двух сыновей, Гиппарина и Нисея. Дион, защищая интересы своих племянников и шурьев, добивался ещё при жизни Дионисия Старшего раздела его державы, но потерпел неудачу. Поэтому Дионисий Младший с момента прихода к власти относился к Диону, несмотря на свойство, с недоверием, постепенно перешедшим во враждебность.
На первых порах Дион поддерживал власть нового тирана и внёс вклад в её укрепление. Согласно Плутарху, уже на первом совете после смерти Дионисия Старшего он продемонстрировал смелость и выдержку, отличавшие его от придворных льстецов: в ответ на разговоры о карфагенской опасности Дион заявил о готовности либо немедленно отплыть в Ливию и заключить мирный договор на максимально выгодных условиях, либо снарядить за свой счёт пятьдесят триер для продолжения войны. Дион сохранял своё влияние, и Дионисий по его настоянию пригласил в Сиракузы Платона (зима 367/366 года до н. э.). По-видимому, тиран был готов изменить форму правления в соответствии с платоновской философией; в том, что такая возможность существует, Дион убеждал Платона в письме. Сохранился рассказ об этом самого философа:

«Какого более благоприятного времени, — писал он, — можем мы ожидать, чем выпавшее нам теперь на долю по какому-то божественному соизволению?» Далее он перечислял власть над Италией и Сицилией, свое собственное влияние в этом государстве, молодость Дионисия, его стремление к философии и образованию. Он говорил, как легко привлечь его племянников и близких к тому учению и жизни, которые я всегда проповедовал, и что они больше всех других будут способны привлечь к тому же самому и Дионисия. Так что, если уж когда-либо, то именно теперь может полностью осуществиться надежда, что философы и правители великих государств окажутся одними и теми же лицами. Таковы были тогда его призывы и многие другие заманчивые предложения…
— Платон. Письмо VII, 327e—328b.
Из этой затеи ничего не вышло. Многие приближённые Дионисия Младшего выступали за сохранение тирании в изначальном виде, и эта придворная «партия» усилилась благодаря возвращению из ссылки историка и военачальника Филиста, женатого на двоюродной сестре тирана. Дионисий начал бояться, что влияние Диона благодаря Платону ещё больше вырастет; потому он серьёзнее воспринимал звучавшие в адрес родственника обвинения в подготовке заговора. Плутарх в связи с этим отмечает, что у Диона было много недоброжелателей, — он отличался неприветливостью, необщительностью, резкостью в выражениях, мог показаться высокомерным и неприятным человеком. В итоге Дион проиграл. Некоторое время Дионисий не вмешивался в борьбу двух группировок (возможно, он считал её выгодной для себя). Однако в какой-то момент было перехвачено письмо Диона, в котором он советовал карфагенянам в случае, если те захотят мира, вести переговоры через него. Тиран счёл такую переписку граничащей с изменой, а потому летом 366 года до н. э. Дион либо был выслан в Италию (по данным Плутарха), либо бежал в Пелопоннес из-за угрозы ареста и казни (согласно Диодору Сицилийскому).

### В изгнании
Следующие девять лет Дион провёл в континентальной Греции. Его изгнание возмутило многих сиракузян и членов правящей династии; поэтому Дионисий постарался всех убедить, что не выслал Диона и не собирался его казнить, а отправил родственника в долгую заграничную поездку во избежание открытой ссоры. Чтобы подкрепить свои слова, он сохранил за Дионом его имущество. Благодаря этому изгнанник мог вести в Элладе роскошную жизнь, покупая усадьбы, участвуя в празднествах, знакомясь с самыми видными политиками. Некоторое время Дион провёл в Коринфе (сиракузской метрополии), позже поселился в Афинах и начал углублённое изучение философии в Академии. В это время он много общался с Платоном и его учениками; известно, что однажды Дион взял на себя расходы учителя по подготовке хора мальчиков к состязанию. Жил он в доме своего друга Каллиппа, потом купил дом за городом, который подарил перед возвращением на Сицилию племяннику и ученику Платона Спевсиппу.
Щедрость, учёность и хорошие манеры сделали Диона очень популярным. Во многих полисах Эллады ему были оказаны особые почести — например, спартанцы предоставили Диону полные гражданские права. Дионисию такое положение дел казалось опасным: он подозревал, что родственник занимается интригами и готовится его свергнуть. Судьба Диона стала темой для переговоров тирана с Платоном, приехавшим в Сиракузы в 361 году до н. э. Приглашая философа к себе, Дионисий обещал восстановить изгнанника во всех правах, а на месте он предложил разрешить Диону вернуться, но при условии, что Платон гарантирует отказ от заговоров и интриг. Тиран заявил о готовности отправить в Грецию имущество Диона, чтобы тот мог получать доходы, но не мог тратить основной капитал без разрешения Платона и учеников; таким образом Дионисий надеялся помешать Диону использовать эти средства для развязывания войны. Платон ответил, что согласен, и остался в Сиракузах ждать ответа изгнанника. Однако Дионисий вскоре поменял своё решение. Сначала он решил удержать в Сиракузах половину состояния Диона, которой должен был владеть сын последнего Гиппарин, а потом всё конфисковал и продал. Возможно, причиной тому стали попытки спутников Платона выяснить, насколько сильны в Сиракузах антитиранические настроения.
Конфискованное имущество, согласно античным источникам, оценивалось в громадную сумму — 100 талантов. Теперь между Дионисием и Дионом произошёл окончательный разрыв. Тиран даже выдал жену изгнанника Арету за своего телохранителя Тимократа, а подростка Гиппарина приказал приучать к пьянству и разврату.

### Свержение тирании

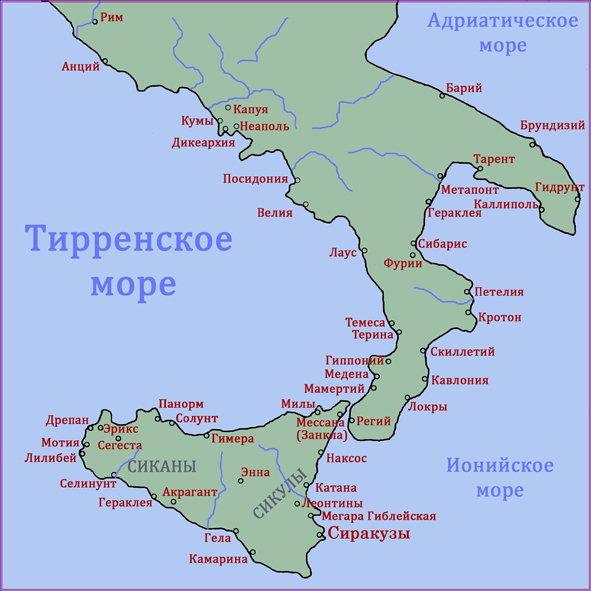
Сицилия и Южная Италия в древности

После таких действий Дионисия Дион решил начать войну против тирана, чтобы отомстить и вернуть себе права и имущество. Обстановка тому благоприятствовала: в Элладе царил мир, так что можно было найти достаточно наёмников, а у Диона ещё были деньги. Он рассчитывал в первую очередь на поддержку врагов Дионисия внутри его державы, а также, возможно, на благожелательный нейтралитет Карфагена; поэтому ограничился набором небольшого отряда в восемьсот человек. Вместе с Дионом на войну были готовы отправиться его брат Мегакл, ещё двадцать пять изгнанников и многие ученики Платона. Сам философ эту акцию не поддержал, сказав: «Пока вы хотите зла, скликайте на это других». Летом 357 года до н. э. отряд Диона собрался на острове Закинф у западного побережья Греции. Когда наёмники узнали о цели похода, они испугались, посчитав затею безнадёжной, но Дион смог убедить их в том, что сиракузяне и другие сицилийцы только и ждут повода, чтобы восстать против тирана. Эта мысль успокоила солдат, и поход начался.
Эти события датируются антиковедами достаточно точно, так как во время последних приготовлений к отплытию произошло лунное затмение; его дата, по данным астрономов, — 9 августа 357 года до н. э. Чтобы избежать встречи с флотом Дионисия под командованием Филиста у берегов Япигии, Дион направил свои пять кораблей через открытое море к южной оконечности Сицилии, мысу Пахин. Уже в виду этого мыса сильная буря подхватила корабли и унесла их к берегам Ливии, но потом задул южный ветер. Эскадра Диона снова приблизилась к Сицилии на юго-западном участке побережья, контролировавшемся тогда Карфагеном. Высадка произошла в районе Гераклеи Минойской; здесь отряду оказал радушный приём местный военачальник Синал, проксен Диона. Выяснилось, что Дионисий с войском отправился в Италию, и обрадованный Дион двинулся на Сиракузы.
В пути войско Диона быстро росло. К нему присоединились двести всадников из Акраганта, отряды из Гелы и Камарины, воины сикулов и сиканов, многие сиракузские граждане из сельской местности. Возможно, восстание нашло поддержку даже в Мессане и в италийских владениях Дионисия. Тимократ, оставшийся на время отсутствия Дионисия руководить Сиракузами, не смог организовать оборону, так как многие его наёмники дезертировали. В результате Дион во главе пятитысячной армии без боя занял город; произошло это, согласно Корнелию Непоту, всего лишь на третий день после высадки. Под контролем лояльных тирану войск теперь оставалась только Ортигия — прибрежный остров с крепостью на нём.

### Стратег-автократор

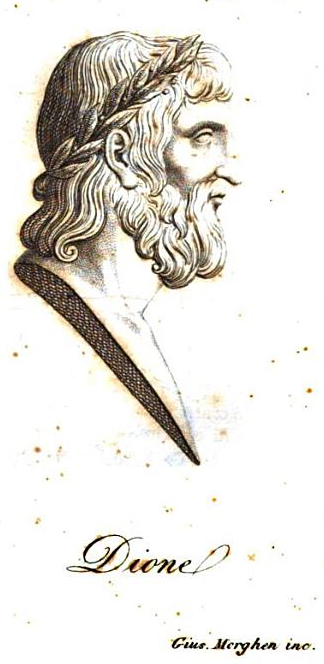
Дион, сын Гиппарина. Рисунок Джироламо Помпеи, 1822

Сразу после вступления в Сиракузы Дион объявил о падении тирании и провозгласил свободу для всех общин, входивших в состав державы Дионисия. Он и его брат Мегакл были избраны стратегами-автократорами — военачальниками с неограниченной властью. Дион освободил всех узников, томившихся в тюрьме, и возвёл стену поперёк дамбы, соединявшей основную часть города с Ортигией. Через семь дней в островную крепость прибыл Дионисий с войском. Он был ещё достаточно силён, располагая мощным флотом, многочисленными наёмниками и неприступными укреплениями Ортигии, но при этом рассчитывал справиться с врагами с помощью хитрости. Тиран попытался начать переговоры напрямую с Дионом. Получив отказ, он предложил сиракузянам снизить налоги и отменить воинскую обязанность, но Дион заявил, что для начала Дионисий должен отречься от власти. Тот притворился готовым на компромиссы. Приняв делегатов от сиракузян, он двинул свою армию на город; благодаря эффекту внезапности войскам тирана чуть было не удалось восстановить контроль над Сиракузами, но Дион, в схватке раненный в руку, в решающий момент привёл на поле боя отряд, охранявший Ахрадину. Защитники Ортигии отступили с потерями.
После сражения переговоры возобновились. Дионисий предложил Диону не свергать тиранию, а стать тираном самому; возможно, именно тогда был разработан упомянутый у Корнелия Непота план раздела державы между Дионисием (италийские владения), его сыном Аполлократом (собственно Сиракузы) и Дионом (остальная Сицилия). Это предложение было отвергнуто самим Дионом и Народным собранием Сиракуз, но всё-таки имело серьёзные последствия. Дионисию удалось усилить недоверие демоса по отношению к Диону — члену династии тиранов, человеку высокомерному, властному, не привыкшему давать отчёт о своих действиях и намерениях. Освободителя многие подозревали в том, что он и в самом деле хочет занять место родственника в качестве неограниченного властителя Сицилии. К тому же Дионисий смог ненавязчиво напомнить сиракузянам о всех услугах, которые Дион в прошлом оказал ему и его отцу, и о том, что семья Диона до сих пор находится в Ортигии.
Борьба с тираном усилила запрос на демократические реформы в Сиракузах, а Дион явно не собирался их проводить: его идеалом была власть олигархии, аристократическая республика, описанная Платоном. При этом он не обнародовал свой план, усиливая таким образом всеобщий страх перед восстановлением тирании. Популярность Диона подтачивали и финансовые трудности, связанные с необходимостью содержать наёмную армию. Скоро у демоса появился свой вождь — командир флота Гераклид, которого одни антиковеды считают убеждённым демократом, другие — ловким политическим авантюристом. Гераклид смог разбить флот тирана (летом 356 года до н. э.), после чего Дионисий бежал в Италию, оставив главой обороны Ортигии Аполлократа; теперь, когда победа в войне с тираном приблизилась, в Сиракузах разгорелась внутриполитическая борьба.
В Народном собрании прозвучало требование земельного передела в пользу бедноты. Принятие этой инициативы, выдвинутой, согласно Плутарху, Гераклидом черед подставное лицо, существенно улучшило бы положение тысяч безземельных сиракузских граждан, но Дион выступил против. Тогда народ решил избрать новых военачальников (их было двадцать пять) и перестать платить жалованье наёмникам — опоре Диона. Последний ушёл вместе со своими солдатами в Леонтины, где был принят с почётом. Другие сицилийские общины, прежде входившие в состав державы Дионисия, поддержали Диона и попытались выступить в роли посредника между ним и новыми властями Сиракуз. Однако всё изменилось из-за активизации защитников Ортигии. Воспользовавшись общей анархией в Сиракузах, они предприняли вылазку, и на улицах города произошла настоящая резня; после этого даже противники Диона во главе с Гераклидом попросили его прийти на помощь. Дион повёл своих наёмников к Сиракузам. Солдаты Дионисия тем временем отступили в Ортигию, недавно избранные военачальники, увидев это, направили Диону приказ остановиться, но тут произошла новая вылазка. «Теперь уже убивали не только мужчин, но и женщин и младенцев, — пишет Плутарх, — и грабежей было немного, зато жесточайших разрушений — без числа». В решающий момент солдаты Диона ворвались в город и отбросили врага.
После этих событий Дион снова был избран стратегом-автократором, но теперь флот под командованием Гераклида ему уже не подчинялся. Двое военачальников примирились совсем ненадолго; Гераклид заключил тайное соглашение с Дионисием и однажды попытался занять Сиракузы с моря, но потерпел неудачу. Чтобы сократить расходы, Народное собрание решило распустить флот, лишив таким образом Гераклида большей части его влияния. Спарта прислала на помощь Дионисию отряд под командованием Фаракса, который одержал в одном бою победу над Дионом, но вскоре этот отряд был отозван. Наконец, в 355 году до н. э. Аполлократ, оставшийся без продовольствия и помощи извне, сдал Ортигию в обмен на возможность беспрепятственно покинуть остров.

### Мирная жизнь и гибель

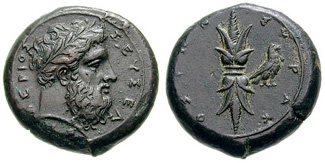
Монета, отчеканенная в Сиракузах во время правления Диона

С капитуляцией Ортигии война могла считаться законченной. Тирания Дионисия на Сицилии была полностью свергнута, и Дион мог мирно править Сиракузами и проводить задуманные им политические реформы. Античные авторы сообщают, что жил он, несмотря на своё высокое положение, очень скромно; между тем на него были устремлены, по словам Платона, «взоры людей всей Земли».
Точной информации о том, что Дион хотел сделать с государственным строем Сиракуз, в сохранившихся источниках нет. Известно, что планировалась аристократическая республика, максимально приближенная к платоновскому идеалу. Плутарх пишет о планах «ввести нечто вроде лаконского или критского строя, то есть смешать власть народа с царскою властью, так чтобы вопросы первостепенной важности рассматривались и решались лучшими гражданами». Это примерно согласуется с сообщением из платоновского письма, по которому Дион или его сын должны были получить царскую власть. По-видимому, предполагалось ограничить полномочия Народного собрания и взять за образец в том числе государственный строй Коринфа, близкий к олигархическому. Эти планы стали объектом ожесточённой критики со стороны противников Диона — в первую очередь Гераклида. Стратега-автократора обвиняли в стремлении к тирании, ему ставили в вину то, что он сделал своими советниками иноземцев коринфян, запретил разрушать укрепления Ортигии и гробницу Дионисия Старшего. Чтобы избавиться от критики, Дион одобрил физическое устранение своего врага: по словам Плутарха, он «дал, наконец, волю тем, кто давно хотел убить Гераклида и кого он прежде удерживал от этого шага».
Плутарх пишет, что сиракузяне спокойно отнеслись к этому убийству, так как понимали его необходимость для установления мира и порядка. В действительности всё могло быть по-другому: гибель Гераклида наверняка показала и жителям города, и другим сицилийцам, что Дион способен на тиранический произвол и что все подозрения в его адрес имеют серьёзные основания. Дион сам понял, какую ошибку совершил, но было поздно: от него окончательно отвернулись и демос, и аристократические круги, а наёмников он не мог удержать надолго из-за отсутствия денег. Чтобы найти хоть какие-то средства, стратег-автократор, согласно Корнелию Непоту, «своевольнейшим образом роздал солдатам имущество тех граждан, которые были известны как его противники», а потом взялся за имущество своих друзей. В народе открыто говорили
о том, что нового тирана нужно убить, солдаты попустительствовали оппозиции и были готовы к ней примкнуть. В этих условиях гибель Диона стала только вопросом времени.
Положение Диона ухудшилось из-за трагедии в семье. Его единственный сын Гиппарин, которому было примерно 14—16 лет, покончил с собой, бросившись вниз головой с крыши, — либо «огорченный и разгневанный какою-то пустячной шуткой», либо не выдержав строгого отцовского воспитания после жизни в разврате и пьянстве при дворе Дионисия. Для Диона это стало тяжёлым ударом; к тому же его враги использовали гибель подростка, чтобы распустить слухи, будто правитель за отсутствием сыновей хочет сделать своим преемником Аполлократа (сына Дионисия Младшего), приходившегося внучатым племянником ему и родным племянником его жене.

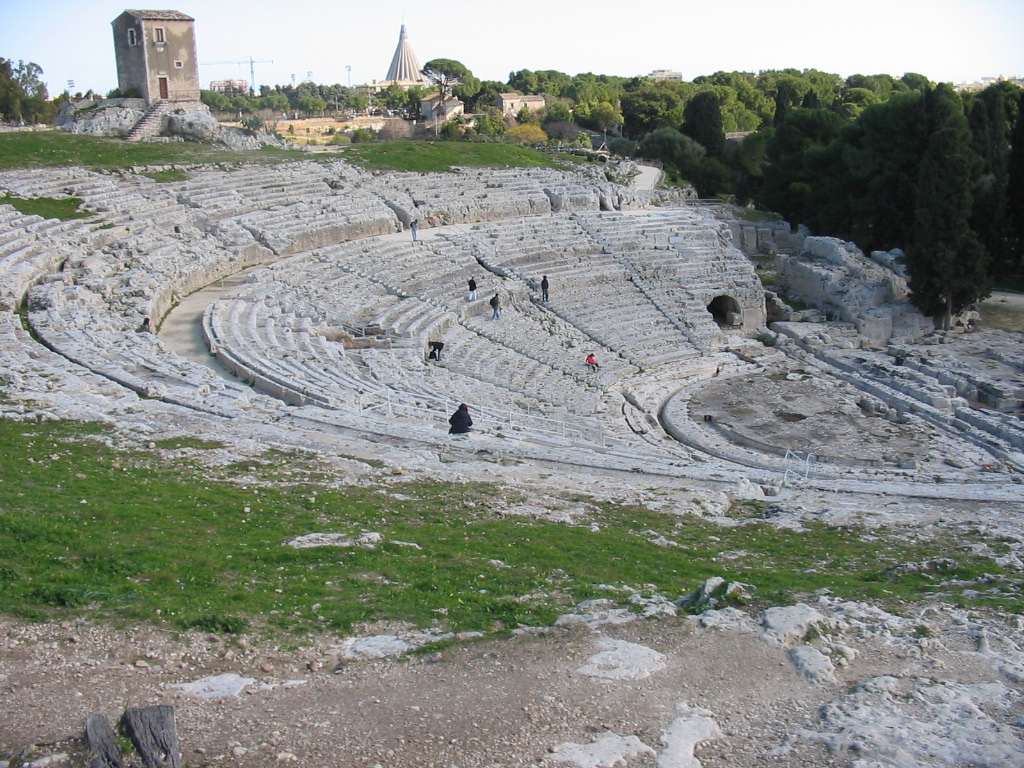
Античный театр в Сиракузах

Заговор против Диона возглавил его старый друг и соратник Каллипп — гражданин Афин, приютивший Диона у себя во время изгнания, принявший участие в войне с тиранией и шедший рядом с будущим стратегом-автократором во время его торжественного вступления в Сиракузы. Каллипп решил использовать своё влияние на наёмников, чтобы убить правителя — и для захвата власти, и для того, чтобы избежать сползания полиса к полной анархии. Плутарх пишет о ещё одном побудительном мотиве, взятке от Дионисия Младшего в двадцать талантов, и это сообщение может соответствовать действительности. Сестра и жена Диона узнали о заговоре и заставили Каллиппа принести священную клятву о том, что он не причинит вреда их семье. Несмотря на это, группа заговорщиков вскоре пришла к дому Диона. Несколько наёмников из Закинфа безоружными вошли в дом, схватили Диона, отдыхавшего на ложе, и попытались убить его голыми руками, но не смогли это сделать. Тогда они начали кричать сообщникам, оставшимся снаружи, чтобы те принесли меч, но никто не решался войти в дом, так как в нём было много людей — друзей Диона и стражников, не решавшихся, правда, прийти ему на помощь. По словам Плутарха, «после недолгой заминки сиракузянин Ликон протянул кому-то из закинфян кинжал через окно, и этим кинжалом они, словно жертву у алтаря, зарезали Диона, который уже давно перестал бороться и с трепетом ждал смерти» (354 год до н. э.).
На тот момент в Сиракузах ещё оставались сторонники Диона. Согласно Корнелию Непоту, как только стало известно об убийстве, к дому сбежались горожане, которые хотели расправиться с заговорщиками, и во время беспорядков погибли ни в чём не повинные люди, принятые за убийц. Каллипп, на время ставший тираном, был убит солдатами уже через год, причём Плутарх пишет, что по чистой случайности его закололи тем же кинжалом, от которого погиб Дион.
Тело стратега-автократора похоронили за счёт полиса посреди Сиракуз. Над могилой была построена гробница с эпитафией, авторство которой приписывали Платону:

Древней Гекубе, а с нею и всем о ту пору рождённым

Женам троянским в удел слёзы послала судьба.

Ты же, Дион, победно свершивший великое дело,

Много утех получил в жизни от щедрых богов.

В тучной отчизне своей, осенённый почетом сограждан,

Ты почиваешь, Дион, сердцем владея моим.
— Эпиграммы греческой антологии, VII, 99

### Семья

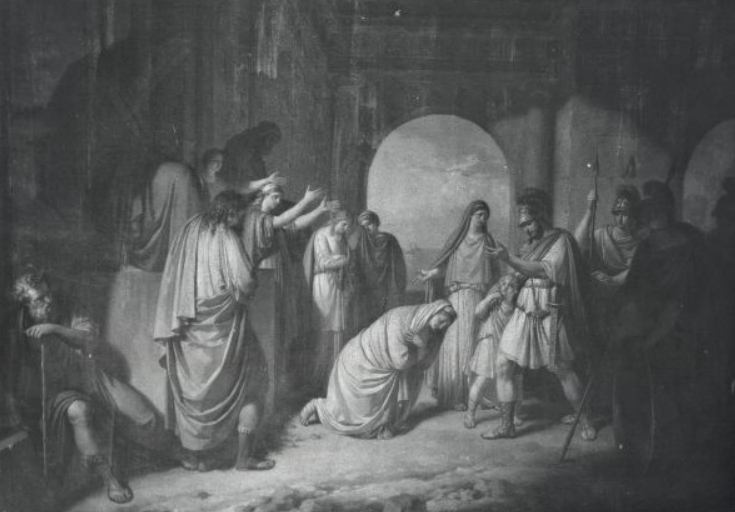
«Арета просит прощения у Диона». Франц Коциг

У Диона был брат Мегакл, который сопровождал его в изгнании и во время похода против Дионисия Младшего, а с 357 года до н. э. был его коллегой как стратег-автократор. Сестра Диона Аристомаха стала одной из жён тирана Дионисия Старшего, матерью будущих тиранов Сиракуз Гиппарина и Нисея, а также Ареты — сначала жены Феарида, а после его смерти супруги своего дяди Диона. Во втором браке Арета родила сына по имени Гиппарин (у Полиэна — Гиппарион, у Тимея, — Аретей, в честь матери). Когда Дион ушёл в изгнание, его семья осталась в Сиракузах; Арету Дионисий Младший сделал при живом муже супругой одного из своих приближённых, Тимократа. И она, и Гиппарин, и Аристомаха находились в Ортигии в течение всей осады, причём тиран угрожал Диону, что расправится с ними, но не выполнил свою угрозу. Плутарх описывает встречу Диона с семьёй: сначала тот обнял только Аристомаху и сына, но сестра рассказал ему, что Арету принудили к новому браку насилием. «После этих слов Аристомахи Дион залился слезами и нежно привлек к себе жену», так что семья воссоединилась.

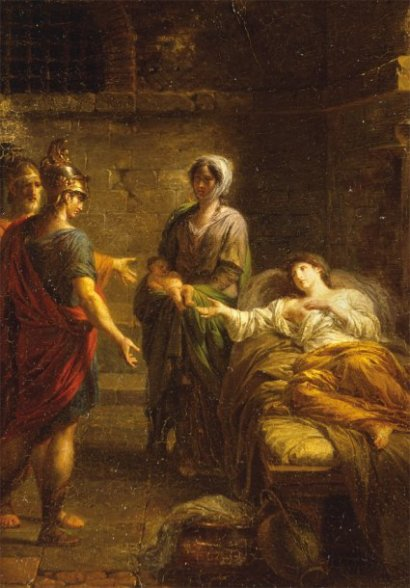
«Умоляющая стражу Арета», картина Жана-Шарля Перрина

На момент гибели Диона Арета была беременна. Её вместе с матерью бросили в тюрьму, и там она смогла родить и выкормить второго сына. После убийства Каллиппа вся семья получила свободу и некоторое время жила в доме друга Диона по имени Гикет, но позже отправилась на корабле в континентальную Грецию. В пути Аристомаха и Арета (а с ними, по одной из версий, и ребёнок) погибли. Плутарх пишет, что Гикет подкупил экипаж корабля, и женщин бросили в море. Антиковед Гельмут Берве в связи с этим отмечает, что сохранившаяся информация о Гикете восходит к «тираноборческому преданию», и относиться к ней надо с осторожностью.
Согласно классической биографии Диона, у него не было детей на момент гибели. Однако в двух письмах Платона, направленных в 353/352 году до н. э. «родственникам и друзьям Диона», упоминается сын стратега-автократора, примерно 20-летний юноша, живой на тот момент; в одном из писем приводится имя — Гиппарин. В связи с этим антиковед Эдуард Мейер предположил, что у Диона было двое сыновей, Аретей и Гиппарин, и с собой покончил первый из них, тогда как второй прожил более долгую жизнь.

## Память о Дионе
Благодаря своей близости к Платону и Академии Дион стал предметом особого внимания современников — как друзей, так и врагов, а потому его биография известна довольно хорошо. Дион должен был упоминаться в полностью утраченной «Истории Сицилии» Филиста, погибшего ещё до падения Ортигии (одиннадцать книг этого труда были посвящены Дионисию Старшему, две — Дионисию Младшему), однако основными источниками информации для античной эпохи стали произведения трёх других его современников. Это были продолжение труда Филиста, написанное Афанидом (одним из двадцати пяти стратегов Сиракуз, избранных на смену Диону с Мегаклом в 356 году до н. э.), «рассказ о сицилийских делах» в десяти или двенадцати книгах Гермия из Мефимны (об этом историке не известно ничего, кроме имени) и письмо, направленное Спевсиппу спутником Диона Тимонидом из Левкады. Кроме того, о Дионе идёт речь в пяти письмах из числа тех, которые приписывают Платону. Исследователи отмечают, что, даже если некоторые из этих посланий принадлежат перу кого-то другого, они всё равно являются ценными источниками.
Эти тексты использовались историками следующего поколения — Феопомпом, Эфором и Тимеем из Тавромения. «История» последнего стала наиболее влиятельной; в частности, её использовал Плутарх, включивший биографию Диона в свои «Сравнительные жизнеописания», в паре с биографией Марка Юния Брута — ещё одного последователя Платона и непримиримого врага тирании. Произведение Плутарха, сохранившееся полностью, стало для всех последующих эпох ценнейшим источником благодаря широте охвата материала и массе уникальных подробностей. Однако эта биография написана очень тенденциозно: её автор слишком благосклонен к своему герою как философу и платоновскому ученику. У Плутарха Дион — обладатель «мужественного, высокого и благородного нрава», в борьбе с тиранией он «ради добра и справедливости отказывается внять голосу ближайшего родства», после победы демонстрирует максимальную скромность и воздержанность, а его главный оппонент Гераклид изображён как авантюрист и негодяй. Правда, в то же время Дион оказывается человеком резким, надменным, «не чуждым гордыне», а убийство Гераклида «ложится пятном на всю его жизнь и деяния».
О Дионе пишут ещё два античных автора, произведения которых сохранились, — Диодор Сицилийский и Корнелий Непот. Они более лаконичны, чем Плутарх, а их изложение более фрагментарно. Источниковая база отчасти совпадает, но есть и кое-что новое по сравнению со «Сравнительными жизнеописаниями». Так, в изображении Непота Дион обладает с юности массой достоинств, но, получив власть, оказывается человеком жестоким и своевольным. Его судьба показывает, «сколь жалка участь того, кто предпочитает, чтобы его не любили, а боялись».
Согласно Плутарху, Дион был сторонником «здравого аристократического правления», а тиранию Дионисия он планировал заменить демократией. Однако в современных исследованиях Диона связывают с сиракузской аристократией и противопоставляют демократическому движению, которое возглавил Гераклид. Последний поддержал Диона лишь на время совместной борьбы с тиранией, и победа над ним Диона стала по своей сути победой сиракузской олигархии над разобщённым демократическим движением.
Исследователи констатируют, что многие современники неправильно поняли суть деятельности Диона. Противники считали его тираном, учитывая наличие родственных связей с двумя Дионисиями, ту же должность стратега-автократора, которую занимал Дионисий Старший, опору на наёмников, физическое устранение главного оппонента. Однако в историографии Диона не относят к тиранам. По мнению Бенедикта Низе, это была не тирания, а временное кризисное управление, как у Солона в Афинах и у Тимолеонта в тех же Сиракузах. Гельмут Берве уверен, что Дион не стремился к беззаконной тирании; как представитель аристократии он хотел создать олигархическую республику, но утопичность его реформаторских планов, основанных на учении Платона, оттолкнула от Диона знать, а отсутствие интереса к проблемам широких слоёв граждан и потеря поддержки со стороны наёмников привели его к полной изоляции. В итоге Дион («реформатор-доктринёр» по определению Берве) полностью проиграл борьбу ещё при жизни. Его гибель была предопределена, а результатом его деятельности стала полная политическая дестабилизация в Сиракузах.
В художественной литературе
Британский поэт Уильям Вордсворт посвятил Диону одноимённое стихотворение (1817). Дион стал одним из героев романа южноафриканской писательницы Мэри Рено «Маска Аполлона» (1966), действие которого происходит в античной Сицилии и в континентальной Греции. Здесь Дион — друг центрального персонажа, актёра Никерата.